# Nina Karpatchova
Nina Ivanivna Karpatchova (en ukrainien : Ніна Іванівна Карпачова), née le 12 août 1957 à Ceadîr-Lunga (en Moldavie alors soviétique), est une femme politique et juriste ukrainienne.

## Biographie
Elle est enseignante à l'université nationale Taras-Chevtchenko de Kiev, où elle a fait ses études. Nina Karpatchova a joué un rôle clef dans la signature des conventions internationales de l’Ukraine. Elle a visité Ioulia Tymochenko lors de son emprisonnement pour témoigner de mauvais traitements.

### Carrière politique
Elle est élue députée des IVe et Ve Rada. Elle fut commissaire aux droits de l'homme de la Verkhovna Rada d'Ukraine du 14 avril 1998 au 14 avril 2012.